# Ist sie eine Wette wert?
Ist sie eine Wette wert? (Alternativtitel: So ein Mädel; Originaltitel: Девчата, Dewtschata) ist ein sowjetischer Spielfilm unter der Regie von Juri Tschuljukin aus dem Jahr 1961 nach einem Roman von Boris Bedny.

## Handlung
Der Film spielt in einem isolierten russischen Forstwirtschaftsbetrieb in den späten 1950er Jahren. Ein junges Mädchen mit Pferdeschwanz, Tossja, hat gerade die Köchinnenschule absolviert und schließt sich einer Gruppe anderer Frauen an, die die Holzfäller des Forstwirtschaftsbetriebes unterstützen. Tossjas Naivität zeigt sich im ersten Wortwechsel, bei dem der Beamte, der sie zu ihrem Quartier führt, verärgert scheint, als er feststellt, dass sie kein Kissen mitgebracht hat. Tossja wird als Köchin für das Lager eingeteilt.
In ihrem schlafsaalähnlichen Zimmer angekommen, bereitet sie sich fröhlich eine Mahlzeit aus Tee und einem riesigen Laib Brot mit Marmelade zu, alles aus den Lebensmittelvorräten ihrer Zimmergenossen. Als die vier anderen Mädchen nach einem Arbeitstag zurückkehren, sind sie von Tossjas Jugend und Gutmütigkeit angetan. Eine Frau ist jedoch verärgert, dass sie ihr Essen ohne Erlaubnis isst, und es kommt zu einem Streit.
In dieser Szene sieht man zum ersten Mal ein weiteres Merkmal von Tossja: ihre Wildheit. Als die Mitbewohnerin einige unhöfliche Bemerkungen macht, wirft Tossja ihr ohne zu zögern einen Stiefel an den Kopf. Dieser Charakterzug zeigt sich auch kurze Zeit später, als Tossja den Tanzsaal – von den Mädchen „Club“ genannt – betritt. Zunächst möchte niemand mit ihr tanzen – wahrscheinlich, weil sie so klein ist –, aber schließlich beginnt sie mit einem anderen sehr großen Mädchen zu tanzen, das ebenfalls von mehreren jungen Männern übergangen wird.
Währenddessen geraten zwei Gruppen von Holzfällern in einen freundschaftlichen Streit: Eine hat gerade ihre Position als produktivste Gruppe im Lager verloren, und ihre Porträts werden von einem Beamten von einer „Ehrenwand“ abgenommen und durch Bilder der rivalisierenden Gruppe ersetzt. Die Anführer der beiden Gruppen spielen Dame, und um sich zu konzentrieren, ruft Ilja – der Anführer der Gruppe, die gerade mit ihren Porträts an der Wand geehrt wurde –, dass die Musik ausgeschaltet werden solle. Ein sehr großer und imposanter Begleiter führt seinen Wunsch aus. Doch Tossja, die gerade ihren Tanz genießt, marschiert zum Phonographen hinüber und stellt die Musik wieder an. Ilja fordert, die Musik wieder auszuschalten, und Tossja scheint zur Freude der Zuschauer bereit zu sein, gegen diesen Riesen anzugehen, um die Musik am Laufen zu halten.
Beeindruckt von Tossjas Hartnäckigkeit kommt Ilja auf sie zu und fordert sie zum Tanz auf. Nachdem sie ihm gesagt hat, er solle zuerst seine Zigarette wegwerfen und den Hut abnehmen, verkündet sie, dass sie nicht mit „Typen wie dir“ tanzen wolle.
Nach diesem Vorfall wettet Ilja schwer gedemütigt mit Filja, dem Anführer der rivalisierenden Gruppe, dass er innerhalb einer Woche Tossjas Herz gewinnen kann. Der Gewinner bekommt den Hut des anderen. Ilja und seine Bande schmieden schnell einen Plan: Sie wollen Tossja zunächst wegen ihrer Kochkünste beleidigen, um sie zu brechen. Die Bande wirft Tossjas Eintopf auf dramatische Weise in den Schnee, erklärt ihn für ungenießbar und bringt sie zu Tränen. Trotz dieser schlechten Behandlung bringt Tossja den Männern einige Tage später Pilzsuppe zu ihrem Arbeitsplatz im Wald. Die hungernden Männer können nicht länger widerstehen, und Ilja und Tossja beginnen, einander echte Zuneigung zu zeigen.
Der Zuschauer kann Tossja dabei zuzusehen, wie sie sich in Ilja verliebt, und ihre Jubelgesten, darunter ihr Tänzeln im Schlafanzug nach einem besonders angenehmen Spaziergang, ihre strahlende Augen, ihr Lächeln und ihr Gesang, zeigen die Jugendliebe im Herzen eines jungen Mädchens. Es stellt sich weiterhin heraus, dass Tossja eine Waise ist, und dass Ilja daran interessiert ist, Wege zu finden, wie die Produktivität des Holzeinschlags durch neue Techniken und Technologien gesteigert werden kann.
Eines Nachts erzählt Tossjas böse Zimmergenossin den anderen Mädchen von der Wette, die Ilja abgeschlossen hat, und es entsteht eine Diskussion darüber, ob man Tossja davon berichten soll. Die anderen Mädchen wollen Tossjas Vertrauen in die Männer und die Liebe lebendig halten. Als Ilja Tossja jedoch zu einem großen Tanz auffordert, beschließen die Mädchen, dass sie ihr die Wahrheit sagen müssen. Es folgt eine herzzerreißende Szene, in der Tossja leise fragt: „Und die Wette war nur um einen Hut?“ Innerhalb weniger Minuten verwandelt sich ihre Verzweiflung in Entrüstung, und sie marschiert zum Tanz. Als sie die Tanzfläche erreichen, nachdem sie Filja herbeigerufen hat, fragt sie ihn unverblümt, ob es eine Wette gegeben hat. Als er schüchtern zugibt, dass es eine gegeben hat, greift sie Filjas Hut und schiebt ihn in Iljas Hände. Dann rennt sie ohne Mantel in die Nacht hinaus und schluchzt hinter einem Holzstapel, während Ilja nach ihr sucht und ihren Namen ruft.
In den darauffolgenden Wochen versucht Ilja sie davon zu überzeugen, dass die Wette nur ein dummer Streich war, dass es ihm leidtut und dass er sie wirklich liebt. Doch Tossja lässt sich nicht so leicht umstimmen. Sie ist zu verletzt, um ihm zu vertrauen, und der Rest des Films lässt das Publikum auf ein Wiedersehen hoffen, obwohl Tossja völlig unverzeihlich zu sein scheint.
Doch schließlich, während einer Szene, in der das gesamte Lager einspringt, einem frisch verheirateten Paar ein eigenes Haus zu bauen, finden sich Tossja und Ilja auf einem Dachboden wieder, jeder mit einer Schachtel Nägel. Dieser Moment führt zu ihrer Versöhnung und der Zuschauer sieht die beiden gegen Ende des Films draußen auf einem Baumstamm kuscheln, flirtend den ersten Kuss erleben und über ihre Zukunft sprechen.

## Produktion
Während der Vorbereitungen für den Film versprach Juri Tschuljukin seiner Frau Natalja Kustinskaja die Rolle der Tossja. Kustinskaja begann, sich ernsthaft auf das Vorsprechen vorzubereiten und wartete auf die Entscheidung des Kunstrates. Nach einer Weile erfuhr sie von einem Kameramann, mit dem sie bekannt war, dass die Dreharbeiten bereits begonnen hatten und dass Nadeschda Rumjanzewa die Hauptrolle innehatte. Tschuljukin rechtfertigte sich damit, dass der Kunstrat Kustinskaja als zu schön für die Figur der Tossja erachtete, und bot ihr zur Versöhnung die Rolle der Anfissa an, aber Kustinskaja lehnte ab.
Tossja ist laut Drehbuch 18 Jahre alt. Zum Zeitpunkt der Dreharbeiten war Rumjanzewa jedoch bereits 30 Jahre alt. Wie vom Regisseur vorgesehen, sieht Ilja auf der Leinwand viel älter aus als Tossja, in Wirklichkeit sind die Schauspieler Rybnikow und Rumjanzewa aber gleich alt.

### Drehorte
Die Szenen im Holzfällerdorf wurden in den Mosfilm-Pavillons und in der Mosfilmowskaja gedreht, wo etwa dreihundert Bäume gepflanzt und eine Dorfkulisse mit dem Schild „Lespromchos“ gebaut wurden. Die eigentlichen Dreharbeiten begannen im Mittleren Ural im Gebiet Tschussowoj im Dorf Bobrowka in der Oblast Perm. So ist in der Szene, in der die Figuren eine Zeitung mit dem Foto von Ilja ansehen, der Name „Tschussowskoi rabotschi“ deutlich sichtbar. Da sich die Dreharbeiten bei 30 Grad Frost jedoch als schwierig erwiesen, setzte die Crew nach einigen kurzen Szenen die Arbeit auf einem Forstbetrieb in Olenino in der Oblast Twer fort, und die letzte Aufnahme wurde in Jalta gedreht.
Die Zugszene wurde in der Oblast Rjasan auf der Strecke zwischen den Bahnhöfen Spas-Klepiki und Pilewo gedreht.

## Veröffentlichung
Die Premiere der Komödie Ist sie eine Wette wert? fand am 7. März 1962 im Zentralen Haus des Kinos in Moskau statt. Zur Premiere kamen alle, die an der Entstehung des Films beteiligt waren, mit Ausnahme der Schauspielerin Inna Makarowa, die die Rolle der Nadja innehatte. Sie war beleidigt über die Tatsache, dass der Regisseur während des Schnittprozesses eine Szene aus dem Film entfernte, in der ihr Charakter sich mit dem Bräutigam Ksan Ksanych trennt, den sie nicht liebt.
Die sowjetischen Behörden beschrieben die Komödie als „zu banal und dünn für die sowjetische Leinwand“, so dass der Film in die dritte Verleihkategorie eingestuft wurde. Dem Publikum und den Kritikern gefiel der Film jedoch sofort, und er wurde zu einem der führenden Titel des sowjetischen Filmverleihs. Im Jahr 1962, dem Jahr der UdSSR-Premiere, wurde er von fast 35 Millionen Menschen gesehen.
Am 14. September 1962 kam der Film in die Kinos der DDR. In der Bundesrepublik lief der Film am 3. Mai 1963 erstmals in den Kinos. Die Erstausstrahlung im Deutschen Fernsehfunk (DFF) erfolgte am 3. Oktober 1965 unter dem Titel So ein Mädel.

## Synchronisation
Das Dialogbuch der DEFA-Synchronisation schrieb Harald Thiemann, die Regie übernahm Lisa Honigmann.
| Rolle                       | Darsteller               | Synchronsprecher     |
| --------------------------- | ------------------------ | -------------------- |
| Tossja Kislizyna            | Nadeschda Rumjanzewa     | Monika Lennartz      |
| Ilja Kowrigin               | Nikolai Rybnikow         | Horst Weinheimer     |
| Katja                       | Ljussjena Owtschinnikowa | Ingeborg Krabbe      |
| Anfissa Pawlowna            | Swetlana Druschinina     | Johanna Clas         |
| Nadja Jerochina             | Inna Makarowa            | Ursula Mundt         |
| Wera Kruglowa („Mama Wera“) | Nina Menschikowa         | Henny Müller         |
| Filja Jegorow               | Stanislaw Chitrow        | Dieter Perlwitz      |
| Saschka Powarow             | Nikolai Pogodin          | Willi Schrade        |
| Ksan Ksanytsch              | Wiktor Baikow            | Hans-Joachim Hanisch |
| Wadim Dementjew             | Anatoli Adoskin          | Karl Heinz Oppel     |
| Kommandant des Wohnheims    | Michail Pugowkin         | Heinz-Werner Pätzold |
| Alexei Tschurkin            | Pjotr Kirjutkin          | Heinz Scholz         |
| Aljoscha Welikanow          | Alexei Krytschenkow      | Peer Jäger           |

## Rezeption
Das Lexikon des internationalen Films nannte Ist sie eine Wette wert? ein „unterhaltsam frisches Lustspiel in solider Inszenierung und mit guten Darstellerleistungen.“
Horst Knietzsch schreibt im Neuen Deutschland, die Geschichte des „heiteren“ Films sei „mit köstlichen Pointen und viel Witz ausgestaltet.“ Knietzsch lobt die Schauspielerin Nadeschda Rumjanzewa als eine „großartige komödiantische Begabung“ und schreibt dann über sie: „Unter der Regie von Juri Tschuljukin brennt sie ein Feuerwerk der guten Laune und des ungetrübten Vergnügens ab, von der ersten Niederlage bis zum glücklichen Ausgang dieses heiteren Films.“

## Auszeichnungen
Festival Internacional de Cine de Mar del Plata 1962
- Auszeichnung in der Kategorie Beste Schauspielerin für Nadeschda Rumjanzewa